# Đài Đông
Huyện Đài Đông là một huyện ở phía đông Đài Loan. Huyện này cũng có tên là Hậu Sơn (後山).
Đài Đông nằm ở dọc bờ biển đông nam Đài Loan, diện tích là 3.515 km2, là huyện lớn thứ 3 ở Đài Loan. Huyện này có bờ biển dài 231 km. Dân số Đài Đông là 231.863 người. Huyện này có một thành phố Đài Đông, khu vực còn lại gồm 2 thị trấn và 13 xã.
Huyện này có hai đảo chính là đảo Lục(綠島) và Lan Tự(蘭嶼).

## Hành chính

### Thành phố
- Đài Đông(臺東市)

### Trấn
- Quan Sơn (關山鎮)
- Thành Công (成功鎮)

### Hương
- Diên Bình (延平鄉)
- Đại Vũ (大武鄉)
- Đạt Nhân (達仁鄉)
- Đông Hà (東河鄉)
- Hải Đoan (海端鄉)
- Kim Phong (金峰鄉)
- Lan Tự (đảo Lan) (蘭嶼鄉)
- Lộc Dã (鹿野鄉)
- Lục Đảo (đảo Lục) (綠島鄉)
- Thái Ma Lí (太麻里鄉)
- Trì Thượng (池上鄉)
- Trường Tân (長濱鄉)
- Ti Nam (卑南鄉)